# 2007년 3월
| 2007년: 1월 · 2월 · 3월 · 4월 · 5월 · 6월 · 7월 · 8월 · 9월 · 10월 · 11월 · 12월 |

| <          | 2007년 3월  | 2007년 3월 | 2007년 3월 | 2007년 3월  | 2007년 3월 | >          |
| 일         | 월          | 화         | 수         | 목          | 금         | 토         |
|            |             |            |            | 1 1.12 갑오 | 2 13 을미  | 3 14 병신  |
| 4 15 정유  | 5 16 무술   | 6 17 기해  | 7 18 경자  | 8 19 신축   | 9 20 임인  | 10 21 계묘 |
| 11 22 갑진 | 12 23 을사  | 13 24 병오 | 14 25 정미 | 15 26 무신  | 16 27 기유 | 17 28 경술 |
| 18 29 신해 | 19 2.1 임자 | 20 2 계축  | 21 3 갑인  | 22 4 을묘   | 23 5 병진  | 24 6 정사  |
| 25 7 무오  | 26 8 기미   | 27 9 경신  | 28 10 신유 | 29 11 임술  | 30 12 계해 | 31 13 갑자 |

| - 3월 2일 - 이기철 - 3월 6일 - 장 보드리야르 - 3월 22일 - 박동희 편집하기 |

## 2007년3월 31일
- 한미 자유무역협정(FTA) 최종 협상에서 결론을 내지 못한 양국 대표는, 협상 시한을 4월 2일 새벽 1시(KST 기준)까지 연장하기로 합의했다고 발표했다.

## 2007년3월 27일
- 박태환이 오스트레일리아에서 열린 자유형 200m 결승에서 동메달을 차지했다.
- 대구광역시가 2011년 세계육상선수권 대회 개최지로 선정되었다.

## 2007년3월 25일
- 일본 이시카와현 노토반도 인근에서 리히터 규모 6.9의 지진이 발생해 1명이 사망하고 약170명이 부상 당했다.
- 박태환 선수가 세계수영선수권 자유형 400m 경기에서 금메달을 차지했다.

## 2007년3월 24일
- 2월 9일 최신예 F-15K가 지상에서 이동중 날개가 파손된 사고는 대구 공군기지의 부실공사가 원인이었던 것으로 밝혀졌다.
- 작곡가 윤이상 탄생 90주년을 기하여, 그의 고향인 경남 통영에서 제6회 "통영국제음악제"가 개막되었다.
- 이라크 바그다드 남부에서 자살 폭탄 테러 차량이 경찰서를 공격하여 적어도 6명이 숨지고 23명이 다쳤다고 AP 통신이 보도했다.
- FIFA공식지정 축구 평가전에서 대한민국이 우루과이에 0:2패를 당했다.

## 2007년3월 23일
- 고교 1학년 재학 중인 한 여고생이 현행 대입 제도에 대해 헌법소원을 제기했다.
- 통일부는 "롯데관광이 조선민주주의인민공화국과 개성관광사업을 협의하겠다며 냈던 방북 신청을 이날 자진 철회했다"고 밝혔다.
- 민주노동당 문성현 대표가 노무현 대통령에게 공개서한을 보내 한미 자유무역협정(FTA)에 대한 공개토론을 제안했다.
- 육자회담 미국 대표인 크리스토퍼 힐 미국 국무부 동아태 차관보는 조선민주주의인민공화국이 "핵 불능화" 약속 이행에서 우선 플루토늄 생산을 중단하는 것부터 시작해야 한다고 말했다.
- 공항철도 1단계 구간 개통 (인천국제공항 ↔ 공항화물청사 ↔ 운서 ↔ 검암 ↔ 계양 ↔ 김포공항)

## 2007년3월 22일
- 노무현 대통령이 3불 정책의 폐지는 불가능하며 계속 유지해야 한다고 밝혔다.

## 2007년3월 21일
- 서울대학교 장기발전계획위원회가 교육인적자원부와 정치권에 3불 정책의 "폐지"를 촉구하였다.

## 2007년3월 19일
- 대한민국의 2007년 대통령 선거에서 유력 대권 주자 중 한 사람이었던 손학규 전 경기도 지사가 한나라당 탈당을 공식 선언하였다.
- 대한민국의 종교채널인 상생방송에서 개국하였다.

## 2007년3월 18일
- 2007서울국제마라톤에서 이봉주선수가 역전우승을 하였다.

## 2007년3월 16일
- 중화인민공화국의 입법기관인 제10기 전국인민대표대회(전인대) 제5차 회의에서, 사회주의 국가에서 사유재산권을 공식적으로 인정하는 ‘물권법(物權法)’을 통과시켰다.

## 2007년3월 15일
- 오전 5시 30분쯤 경북 김천시 서북서쪽 14km 지점에서 리히터 규모 2.9의 지진이 발생했다.

## 2007년3월 13일
- 모하메드 엘바라데이 국제원자력기구 사무총장이 조선민주주의인민공화국 핵 사찰을 위해 조선민주주의인민공화국을 방문하였다.

## 2007년3월 12일
- 한미 FTA 8차 협상이 종료되었다.

## 2007년3월 9일
- 《무구정광대다라니경》이 신라 때가 아니라 고려 초기 때 것이라는 주장이 제기되었다.
- 세계적인 산악인이자, 탐험가인 박영석씨가 원정대와 함께 배링 해협 도보 횡단 도중 강풍으로 인해, 해빙에 고립되었다가 미국 알래스카 인근 '놈'부근에서 미 육군에 의해 구조되었다.

## 2007년3월 8일
- 노무현 대통령이 "특별기자회견"을 통해 "헌법개정 시안"을 발표하고 "개헌의 필요성"을 주장했다.
- 한미 자유무역협정(FTA) 8차 협상이 서울에서 시작되었다.

## 2007년3월 7일
- "우리 민족화해협의회"의 초청으로 이해찬 등, 열린우리당 동북아평화위 대표단이 평양을 방문하였고, 이해찬은 김영남과 회담을 했다.
- 구치소에서 자살 시도를 한 9명 연쇄살인범 김종인에게 뇌사 판정이 나왔다.

## 2007년3월 6일
- 인도네시아에서 규모 6.0이상의 지진이 두 번 발생해 최소 60명이 사망했다.
- 김계관 조선민주주의인민공화국 외무성 부상과 크리스토퍼 힐 미국 국무부 차관보가 뉴욕에서 북미관계 정상화를 위한 실무그룹 회담을 마치고, 양측은 회담이 매우 유익했다고 밝혔다.
- 장 보드리야르 사망, (jean Baudrillard, 프랑스 철학자 1929년 7월 27일-2007년 3월 6일)

## 2007년3월 5일
- 중국의 입법기관인 제10기 전국인민대표대회(전인대) 제5차 회의가 3월 16일까지의 일정으로 베이징 인민대회당에서 개최되었다.

## 2007년3월 3일
- 이라크 전쟁 : 무장단체에 피랍된 것으로 추정된 이라크 경찰관 14명이 살해된채 발견되었다.

## 2007년3월 2일
- 노무현 대통령은 주선회 헌법재판소 재판관 후임에 송두환 변호사를 내정하고 국회에 인사청문회를 요청했다.

## 2007년3월 1일
- 경부선 8200호대 신형전기기관차 운행개시.
- 에어버스사는 자사의 최신 여객기 에어버스 A380을 공개하였다.